# Хасселт
Ха́сселт (устар. Гассельт, нидерл. и лимб. Hasselt [ˈɦɑsəlt]) — столица бельгийской провинции Лимбург, которая располагается на востоке северной части Бельгии — Фландрии. Население — 78 619 жителей (2020). Через город протекает река Демер, а также проходит канал Альберта. Западнее Хасселта проходит трасса Е313.

## История
Хасселт основан в VII веке нашей эры неподалёку от реки Демер. Название «Хасселт» происходит от слова Hasaluth, что означает «ореховый лес». Хасселт стал одним из самых больших городов графства Лоон, границы которого приблизительно совпадали с современными границами провинции Лимбург. Своё имя поселение получило в 1165 году, а вскоре после этого ещё и привилегии города. В 1232 году статус города был официально подтверждён графом Арнулем IV.
Несмотря на то, что официальной столицей графства был Борглон, Хасселт стал самым большим его городом благодаря своему благоприятному географическому положению и близости к замку графа.

## Значение

### Транспорт
Хасселт находится на пересечении важнейших транспортных артерий со всех направлений. Наиболее важным транспортным путём является трасса E313. В черте города проходят две кольцевые дороги. Внешнее кольцо призвано снизить транспортную нагрузку на центр города. Аналогично внутреннее кольцо разгружает коммерческий центр города, преимущественно пешеходного.
В период с 1997 по 2013 год общественный транспорт в городе был бесплатным, что привлекло внимание мировых СМИ. Однако для государственной транспортной компании De Lijn стоимость поддержки проекта выросла с 967 тысяч евро в 1997 году до 3453 тысяч евро в 2007 году. Городские власти субсидировали компании 1,8 миллиона евро в год, однако из-за финансовых трудностей компания De Lijn выставила городским властям счёт в 2,8 миллиона. В результате субсидии были сокращены, и все жители города старше 19 лет будут оплачивать проезд в размере 60 евроцентов за билет.

## Известные уроженцы
- Аксель Ред — бельгийская певица и автор песен.
- Вантор, Лауренс — бельгийский автогонщик.
- Жерлаш, Адриен де — бельгийский полярный исследователь.
- Клаас, Вилли — бельгийский государственный и политический деятель. Генеральный секретарь НАТО (1994—1995).
- Нилис, Люк — бельгийский футболист.
- Тониссен, Жан-Жозеф — бельгийский юрист, политический и государственный деятель, экономист. Профессор права.
- Ферстаппен, Макс — нидерландский пилот «Формулы-1» бельгийского происхождения. Четырехкратный чемпион «Формулы-1» в сезонах 2021, 2022,2023 и 2024.